# Хатцендорф
Хатцендорф (нем. Hatzendorf) — коммуна в Австрии, в федеральной земле Штирия. 
Входит в состав округа Фельдбах.  Население составляет 1779 человек (на 31 декабря 2005 года). Занимает площадь 24,97 км².

## Политическая ситуация
Бургомистр коммуны — Руперт Шпёрк (АНП) по результатам выборов 2005 года.
Совет представителей коммуны (нем. Gemeinderat) состоит из 15 мест.
- АНП занимает 9 мест.
- СДПА занимает 5 мест.
- АПС занимает 1 место.